# Kluczbork
Kluczbork es una ciudad polaca perteneciente al voivodato de Opole. El 30 de junio de 2015 contaba con una población de 24 377 habitantes.

## Toponimia
El nombre de la ciudad viene de las palabras en polaco  Klucz (llave) y bór (bosque), lo que hace referencia a los bosques de coníferas del entorno. El nombre en alemán, Kreuzburg, viene de la progresiva germanización del nombre original.

## Historia
Hacia 1905 tenía contabilizada una población de 10 919 habitantes.

## Deportes
La ciudad cuenta con el MKS Kluczbork, un equipo de fútbol que actualmente juega en la I liga, la segunda categoría del país.

## Ciudades hermanadas
- Dzierżoniów (Polonia)
- Bad Dürkheim (Alemania)
- Berejany (Ucrania)